# Пойкилодермия Сиватта
Пойкилодермия Сиватта — доброкачественное хроническое заболевание кожи, которое характеризуется появлением сетчатой эритемы, на открытых солнцу участках кожи. Основными признаками данного заболевания являются появление участков с гипо- и гиперпигментациями, атрофиями и телангиоэктазиями.
Впервые заболевание было описано французским дерматологом А. Сиваттом в 1923 году.

## Эпидемиология
В основном заболевание встречается у женщин старше 40 лет.

## Этиология и патогенез
Этиология и патогенез заболевания до сегодняшнего дня не изучены. Считается, что ведущим фактором в возникновении заболевания, является хроническое воздействие ультрафиолетовых лучей. Существует также мнение о влиянии гормональных изменений, связанных с менопаузой или низкий уровень эстрогена.

## Клиническая картина
У большинства больных заболевание протекает бессимптомно. Некоторые пациенты жалуются на легкое жжение, зуд, повышенную чувствительность кожи в пораженной области. Основным клиническим проявлением заболевания является появление высыпаний на лице, щеках, боковых поверхностях шеи в виде красновато- коричневых пятен.  Пораженные участки кожи сухие, поверхностно атрофичны, имеют многочисленные телеангиэктазии. Характерным симптомом в диагностике Пойкилодермии Сиватта является отсутствие поражения кожи на затененной области под подбородком.

## Классификация
1. Эритемато-телеангиэктатический тип (58%)
2. Пигментированный тип (20%)
3. Смешанный тип (22%)[2].

## Дифференциальная диагностика
Дифференциальную диагностику проводят со следующими заболеваниями:
- дерматомиозит;
- красная волчанка;
- грибовидный микоз (пойкилодермическая форма);
- хлоазма;
- дерматит Берлока;
- пепельный дерматоз;
- пятнистый амилоидоз[1].

## Диагностика
Диагноз ставится на основании анамнеза и клинической картины. При гистологическом исследовании выявляется атрофия эпидермиса, вакуольная дегенерация базальных кератиноцитов, гиперкератоз.

## Лечение
Пациентам с пойкилодермией Сиватта рекомендуется  избегать пребывания на солнце, а также использовать солнцезащитный крем с SPF не менее 50+. Медикаментозное лечение малоэффективно.
Применяют терапию интенсивным импульсным светом, а также лазерную терапия с помощью настраиваемого IPL-лазера на красителе. Для местной терапии применяют топические стероиды, местные ретиноиды, гидрохинон.

## Примечание
1. 1 2 3  Адаскевич В.П., Катина М.А. Пойкилодермия пигментная сетчатая Сиватта // ВЕСТНИК ВГМУ, 2013, ТОМ 12, №2. — 2013.
2. 1 2 3 4  Федеральные клинические рекомендации. Дерматовенерология: Болезни кожи. Инфекции, передаваемые половым путем. — Деловой экспресс, 2015. — 768 с. — ISBN 978-5-89644-123-6.